# Ferenc Széchényi
Il conte Ferenc György de Paola Széchényi (Széplak, 28 aprile 1754 – Vienna, 13 dicembre 1820) è stato un nobile e politico ungherese.

## Biografia
Discendente dalla nobile famiglia Széchényi, Ferenc era il figlio del conte Zsigmond Széchényi, e di sua madre, Mária Cziráky. Gli fu dato lo stesso nome di suo fratello che morì all'età di tre anni. I suoi padrini erano Adam Groff, un medico, e sua moglie Katalin Khellesz.

## Carriera
Dopo aver completato i suoi studi, dal 12 dicembre 1776 fu presidente del consiglio distrettuale di Kőszeg, dal 17 agosto 1783 fu presidente del consiglio di bando e anche deputato del divieto croato. Durante il regno di Giuseppe II, fu vice governatore e commissario reale di diverse contee. Nel 1785 fu consigliere segreto. Il 18 aprile divenne Commissario Reale del Distretto di Pécs e amministratore delle contee di Somogy, Baranya, Verőce e Szerém.
Il 6 aprile 1798, divenne il signore della contea di Somogy e, come commissario reale, fu incaricato della regolamentazione dei fiumi Drava e Mura. Il 6 dicembre divenne capo della camera da letto reale e il 23 dicembre divenne vice giudice.
Il 25 novembre 1802 donò la sua collezione di 11884 stampe, 15000 libri e 1152 manoscritti alla nazione ungherese, che fu successivamente integrata da 6.000 incisioni su rame e 9206 volumi di libri della collezione di Nagycenk. Tuttavia, prima di tutto ciò, compilò anche un catalogo della futura biblioteca, lo stampò a sue spese e poi ne inviò una copia a sovrani stranieri, istituti scientifici stranieri e studiosi nazionali stranieri, portando alla fondazione della Biblioteca Nazionale Széchényi e del Museo Nazionale Ungherese. Per le sue generose donazioni e il riconoscimento dei suoi servizi, i suoi meriti furono emanati per legge nel 1807 (articolo XXIV).
Le società scientifiche straniere espressero il loro riconoscimento una dopo l'altra eleggendolo come membro: nel 1803 la Royal University of Göttingen, nel 1804 l'Accademia delle Scienze di Jena, nel 1811 l'Accademia delle Scienze di Varsavia e nel 1812 l'Accademia delle Scienze di Vienna.
Quando la costituzione ungherese fu nuovamente minacciata sotto di Francesco I, nel 1811 rassegnò le dimissioni da tutti i suoi uffici; si ritirò a vita privata. Nel 1818 aggiunse una nuova donazione al Museo Nazionale Ungherese, che consisteva principalmente di classici e opere di interesse straniero (5086 opere, 9206 volumi) e 6000 pezzi di incisione su rame e maiolica.

## Matrimonio
Sposò, il 17 agosto 1777, Julianna Festetics (30 ottobre 1753 – 20 gennaio 1824), figlia del conte Pál Festetics e vedova di suo fratello József. Ebbero sei figli:
- György Mária János (26 maggio 1778 – 23 dicembre 1778);
- Lajos Mária Alajos Dániel Ignác (6 novembre 1781 – 7 febbraio 1855);
- Franciska Karolina (4 novembre 1783 – 10 ottobre 1861);
- Zsófia (25 ottobre 1788 – 19 aprile 1865);
- Pál (10 novembre 1789 – 30 marzo 1871);
- István (21 settembre 1791 – 8 aprile 1860).

## Opere
- Catalogus Bibliothecae Hungaricae (Sopron, 1799) és Index (Pest, 1800)
- Supplementum I-II és Index (1807)
- Catalogus manuscriptum I-III (Sopron, 1814-15)
- Catalogus nummorum Hungariae ac Transylvaniae instituti nat. Széchenyiani II-III, az Appendix-szel